# Centro nazionale anticrimine informatico per la protezione delle infrastrutture critiche
Il Centro nazionale anticrimine informatico per la protezione delle infrastrutture critiche (in sigla: CNAIPIC) è l'unità specializzata, interna al Servizio di polizia postale e delle comunicazioni, dedicata alla prevenzione e repressione dei crimini informatici diretti ai danni delle infrastrutture critiche nazionali.

## Storia
Anche se di fatto già operante dal 2005 come unità specializzata nel settore della sicurezza informatica, costituita in seno al Servizio di polizia postale e delle comunicazioni, il CNAIPIC è stato istituito formalmente con decreto del capo della Polizia il 7 agosto del 2008, in ottemperanza al decreto del ministro dell'interno del 9 gennaio 2008.
La sede è stata inaugurata il 23 giugno 2009 a Roma in via Tuscolana 1548, presso il Polo Tuscolano del Dipartimento della pubblica sicurezza.

### L'attacco di Anonymous
Nel luglio del 2011 i server centrali del CNAIPIC sono stati violati dai gruppi hacker di NKWT, Anonymous, LulzSec e Antisec. Sono stati prelevati importanti documenti e relazioni per un totale di 8Gb di dati che tuttora si trovano liberamente in internet. Queste azioni sono state rivendicate come protesta contro l'arresto di italiani presunti aderenti ai movimenti hacker, ma non si escludono motivazioni da inserirsi in un quadro più ampio.
Nel 2013 arrestano 4 hackers che avevano tentato di violare alcuni siti governativi e delle forze dell'ordine.

## Funzioni
- Analisi
- Intelligence
- Investigazioni

## Reparti
- Servizio tecnico
- Servizio operativo [3]